# عمر خراساني
عمر خالد خراساني (بالأردوية: عمر خالد)‏، والمعروف أيضًا باسم عبد الولي راغب، هو زعيم جماعة الأحرار بعد انشقاقه عن حركة طالبان باكستان، وكان في السابق أحد قادة طالبان باكستان الأكثر فاعلية في المناطق القبلية الخاضعة للإدارة الاتحادية. تم إقصائه من طالبان باكستان من قبل الملا فضل الله، وشكل جماعات مثل أحرار الهند وجماعة الأحرار.
أفيد في أكتوبر 2017 أنه قُتل في غارة بطائرة بدون طيار نفذتها الولايات المتحدة في مقاطعة باكتيا في أفغانستان، وتضارت الأنباء بخصوص مقتله، وفي النهاية ثبت أن تقارير وفاة خراساني خاطئة عندما أضافت الولايات المتحدة خراساني إلى قائمة المطلوبين في 7 مارس 2018.

## نشاطه العسكري
انضم عمر في البداية إلى حركة الأنصار، وهي إحدى حركة تقاتل الحكم الهندي في كشمير، وأثناء الغزو الأمريكي لأفغانستان عام 2001 عمل على تجنيد مقاتلين من أجل «الجهاد» ضد القوات الأمريكية. واكتسب عمر مكانة بارزة، بعد تعهده بالانتقام من عملية مسجد لال.

## مقتله
قتل عمر خالد خراساني في 7 أغسطس 2022 برفقة اثنين هم حافظ دولت ومفتي حسن أثناء طريقهم إلى بيرمال بولاية بكتيكا «التشاور» عندما اصطدمت سيارتهم بلغم على جانب الطريق حسب ما نقلت مصادر إعلامية.